# Federazione di rugby a 15 di Bermuda
La Federazione di rugby a 15 di Bermuda (in inglese Bermuda Rugby Football Union) è l'organo che governa il rugby a 15 a Bermuda.
Affiliata a World Rugby, è inclusa fra le nazionali di terzo livello senza esperienze di Coppa del Mondo.